# Walide Khyar
Walide Khyar, né le 9 juin 1995 à Bondy, est un judoka franco-marocain, en activité et évoluant dans la catégorie des - 60 kg puis des - 66 kg.

## Biographie
Vice-champion d'Europe cadet en juin 2011, il remporte la médaille d'or lors du Festival olympique de la jeunesse européenne la même année.
Depuis 2016, il est membre de l'équipe de France Douane.
Il remporte le championnat d'Europe 2016 à Kazan en moins de 60 kg. Présent ensuite aux Jeux olympiques 2016, il y est battu au deuxième tour.
Il n'est pas sélectionné pour les Jeux olympiques 2020 de Tokyo et le quota français est attribué à Luka Mkheidze qui est médaillé de bronze. En novembre 2021, son changement de catégorie est officialisé, il rejoint les moins de 66 kg en vue des Jeux olympiques de Paris 2024.
Lors des championnats du monde 2023, il est éliminé en demi-finale par le Japonais Hifumi Abe. Il bat An Baul pour être médaillé de bronze,.
Licencié au FLAM 91, il quitte ce club en septembre 2023 et rejoint le Paris Saint-Germain. Le 3 novembre, il remporte une médaille de bronze aux Championnats d'Europe disputés à Montpellier. Trois semaines après cette compétition, la Fédération française de judo annonce la sélection de Khyar pour les Jeux olympiques de 2024 disputés à Paris.
Il est finaliste en mars 2024 du Grand Chelem d'Antalya. Huitième de finaliste en mai des championnats du monde, il est en juillet battu en quart de finale des Jeux olympiques par Gusman Kyrgyzbayev puis dominé pour la médaille de bronze par Denis Vieru.
En février 2025, Khyar figure dans la sélection française annoncée en vue des championnats d'Europe. Il y est médaillé de bronze. En juin, lors des championnats du monde, il est battu en quart de finale par Takeshi Takeoka puis par Obid Dzhebov lors du combat pour la médaille de bronze.

## Palmarès

### Compétitions internationales
| Année | Compétition                                  | Lieu        | Résultat | Catégorie      |
| ----- | -------------------------------------------- | ----------- | -------- | -------------- |
| 2011  | Festival olympique de la jeunesse européenne | Trabzon     | 1er      | Moins de 60 kg |
| 2016  | Championnats d'Europe                        | Kazan       | 1er      | Moins de 60 kg |
| 2023  | Championnats du monde                        | Doha        | 3e       | Moins de 66 kg |
| 2023  | Championnats d'Europe                        | Montpellier | 3e       | Moins de 66 kg |
| 2024  | Jeux olympiques                              | Paris       | 1er      | Par équipes    |
| 2025  | Championnats d'Europe                        | Podgorica   | 3e       | Moins de 66 kg |

### Tournois Grand Chelem, Grand Prix et Masters
| Année | Compétition     | Lieu      | Résultat | Catégorie      |
| ----- | --------------- | --------- | -------- | -------------- |
| 2015  | Grand Prix      | Qingdao   | 3e       | Moins de 60 kg |
| 2016  | Grand Chelem    | Paris     | 3e       | Moins de 60 kg |
| 2018  | Grand Prix      | Tunis     | 1er      | Moins de 60 kg |
| 2019  | Grand Prix      | Tbilissi  | 2e       | Moins de 60 kg |
| 2019  | Grand Chelem    | Abou Dabi | 2e       | Moins de 60 kg |
| 2021  | Grand Chelem    | Paris     | 3e       | Moins de 66 kg |
| 2022  | Masters mondial | Jérusalem | 3e       | Moins de 66 kg |
| 2023  | Grand Chelem    | Tachkent  | 3e       | Moins de 66 kg |
| 2024  | Grand Chelem    | Antalya   | 3e       | Moins de 66 kg |
| 2025  | Grand Chelem    | Paris     | 3e       | Moins de 66 kg |

### Championnats de France
| Année | Compétition            | Lieu                | Résultat | Catégorie      |
| ----- | ---------------------- | ------------------- | -------- | -------------- |
| 2014  | Championnats de France | Villebon-sur-Yvette | 3e       | Moins de 60 kg |

## Distinctions

### Décorations
Chevalier de la Légion d'honneur (décret du 23 septembre 2024)